# Barbara Brooke, Baroness Brooke of Ystradfellte
Barbara Muriel Brooke, Baroness Brooke of Ystrafellte (Geburtsname: Barbara Muriel Mathews; * 14. Januar 1908 in Swansea, Wales; † 1. September 2000) war eine britische Politikerin der Conservative Party, die 1964 als Life Peeress aufgrund des Life Peerages Act 1958 Mitglied des House of Lords wurde.

## Leben
Barbara Mathews, Tochter eines Geistlichen der anglikanischen Gemeinschaft, absolvierte nach dem Besuch der Queen Anne’s School in Caversham eine Ausbildung am Training College for Domestic Science in Gloucester. Am 22. April 1933 heiratete sie Henry Brooke, der später Abgeordneter des House of Commons, mehrmals Minister sowie zuletzt als Baron Brooke of Cumnor, of Cumnor in the Royal County of Berkshire, ebenfalls Mitglied des House of Lords war. Aus dieser Ehe gingen vier Kinder hervor, darunter der älteste Sohn Peter Brooke, der wie sein Vater Unterhausabgeordneter und Minister war und schließlich als Baron Brooke of Sutton Mandeville wie seine Eltern Oberhausmitglied wurde. Der jüngere Sohn Henry Brooke wurde später Richter der Zivilkammer (Queen’s Bench Division) des für England und Wales zuständigen High Court of Justice und wirkte zuletzt als Lord Justice of Appeal an dem ebenfalls für England und Wales zuständigen Court of Appeal.
Brookes eigene politische Laufbahn begann 1948, als sie für die konservativen Tories erstmals zum Mitglied des Rates des Metropolitan Borough of Hampstead gewählt wurde, dem sie bis 1964 angehörte. Während dieser Zeit fungierte sie zwischen 1954 und 1964 auch als stellvertretende Vorsitzende der Conservative Party. 1960 wurde sie für ihre Verdienste Dame Commander des Order of the British Empire, so dass sie fortan den Namenszusatz „Dame“ führte. Des Weiteren war sie zwischen 1961 und 1971 Mitglied des Vorstandes des North West Metropolitan Hospital.
Durch ein Letters Patent vom 7. Dezember 1964 wurde Barbara Brooke als Life Peeress mit dem Titel Baroness Brooke of Ystradfellte, of Ystradfellte in the County of Breconshire, in den Adelsstand erhoben und gehörte damit bis zu ihrem Tod dem House of Lords als Mitglied an. Nachdem ihr Ehemann nach seinem Ausscheiden aus dem House of Commons am 20. Juli 1966 als Baron Brooke of Cumnor ebenfalls Oberhausmitglied wurde, wurden beide dadurch das erste Ehepaar, das gemeinsam in einem britischen Parlament vertreten war.
1968 wurde Baroness Brooke sowohl Ehrenmitglied (Honorary Fellow) des Queen Mary College sowie des heute dazugehörenden Westfield College der Universität London.